# San Antonio (Copán)
San Antonio é um município de Honduras, localizado no departamentop de Copán.